# Chanteloup (Deux-Sèvres)
Chanteloup település Franciaországban, Deux-Sèvres megyében. Lakosainak száma 982 fő (2022. január 1.). Chanteloup Boismé, Bressuire, La Chapelle-Saint-Laurent, Courlay és Moncoutant-sur-Sèvre községekkel határos.

## Népesség
A település népességének változása:
| Lakosok száma | 1006 | 1008 | 1033 | 1009 | 1012 | 1012 | 1003 | 992  | 982  |
|               | 2013 | 2015 | 2016 | 2017 | 2018 | 2019 | 2020 | 2021 | 2022 |